# Medier i Kina
Medier i Kina utgörs av TV, radio och tidskrifter och webbplatser.
Kina är världens största mediemarknad och medierna är kontrollerade av staten. Webbsidor blockeras, medier censureras, vissa ämnen är till och med förbjudna. Allt som kan hota kommunistpartiets maktställning i Kina censureras med andra ord.

## Dagspress
I Början av 1980-talet ökade antal tidningar i Kina. Likaså ökade även antal magasiner och tidskrifter, med ungefär 10 000. Idag är Cankao Xiaoxi den största dagstidningen i Kina, tidningen ges ut av kommunistpartiets nyhetsbyrån Nya Kina.
Cankao Xiaoxi har en tryckning på ca 3 miljoner.
Kommunistpartiets centralkommitté ger också ut en dagspress. Tidningen heter Renmin Ribao och den är näst störst bland det kinesiska folket.
Nyhetsförmedlingen har sedan länge funnits med i den kinesiska traditionen. Sedan 700- talet har det existerat tidningar som har förmedlat utlåtande och order.
På senare tiden ökade kommersialiseringen i Kina, trots detta så är censurens makt kraftfull och privatägd press arbetar med självcensur. Men gränserna på vad som man får skriva vidgas för varje dag.

## Televisionen och Radio
China Central Television är världens största tv-bolag i världen. I Kina finns det ungefär 2000 regionala och lokala tv-stationer, samtliga är kontrollerade av myndigheterna.
År 1940 startade kommunistpartiet det statliga China National Radio(CNR).
CNR har 10 styckna radiokanaler och alla är åtkomliga via internet.
China Radio International (CRI) är en radiostation som är driven av staten, stationen grundades år 1941. Kanalen sänder på 61 olika språk, men inte på svenska radio.

## Mediepolitik
I Kina är det flera tusen anställda i myndighetens tjänst som arbetar med att censurera och kontrollerna medieinnehållet.
2010 skärptes lagarna och reglerna ännu mer och 2013 låg Kina på plats 173 av 179 i organisationen reporter utan gränser index över pressfriheten.
Den kinesiska censuren är vad som får och inte får skrivas. Självcensur är censur där den som skapar informationen själv och begränsar den utan direkt tvång.
Människor som bryter mot lagarna och skriver  “olämpliga” saker blir fängslade, vanligtvis är det journalister, bloggare och cyber-dissidenter.
Kinas censur förbjuder även sociala medier som nyhetskälla, utan godkännande av myndigheterna. Förbjudet inkluderar populära tjänster som facebook, twitter och youtube.